# Saint-Étienne-de-Cuines
Saint-Étienne-de-Cuines è un comune francese di 1 255 abitanti situato nel dipartimento della Savoia della regione dell'Alvernia-Rodano-Alpi.

## Società

### Evoluzione demografica
Abitanti censiti